# Barclaya kunstleri
Barclaya kunstleri är en näckrosväxtart som först beskrevs av George King, och fick sitt nu gällande namn av Henry Nicholas Ridley. Barclaya kunstleri ingår i släktet Barclaya och familjen näckrosväxter. Inga underarter finns listade i Catalogue of Life.